# Eadmer

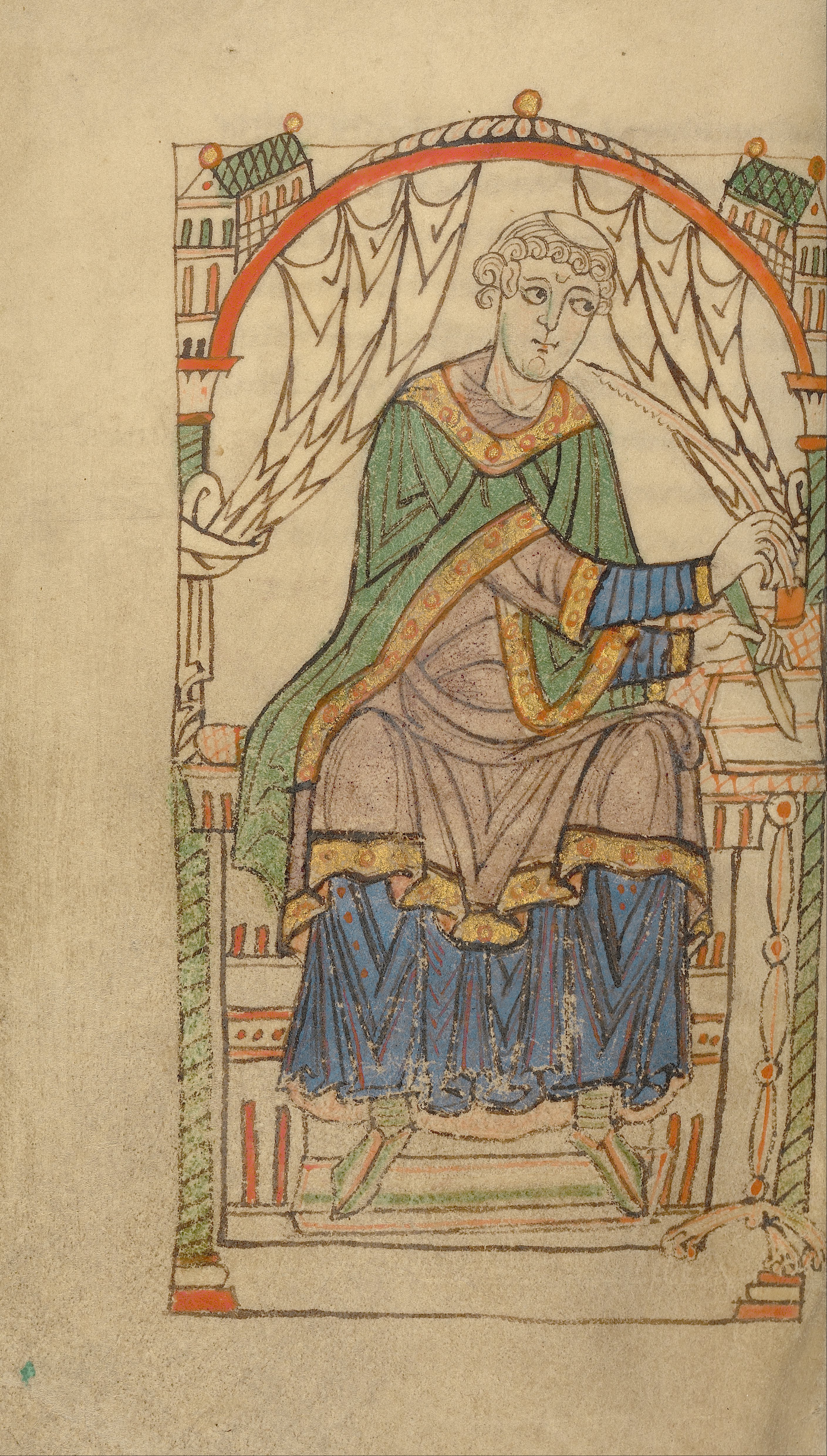
Eadmer van Canterbury zoals afgebeeld in een handschrift

Eadmer (ca. 1055 – ca. 1124) was een Angelsaksisch geestelijke en geschiedschrijver.
Hij werd monnik in Christ Church, een klooster van de benedictijnen in Canterbury.
Daar maakte hij kennis met Anselmus, de latere aartsbisschop van Canterbury, die op dat moment abt was van het klooster van Le Bec in Frankrijk en een bezoek bracht aan Engeland.
Eadmer schreef biografieën van onder anderen Dunstan en Wilfrid.
Hij is echter vooral bekend geworden met zijn biografie van zijn vriend Anselmus, Vita Anselmi. Samen met zijn Historia Novorum vormen die werken belangrijke bronnen van kennis over de geschiedenis van de elfde en twaalfde eeuw. Het eerstgenoemde werk beslaat de periode van 1033 tot 1109, de Historia bestrijkt de periode van 1066, het jaar van de inval van de Normandiërs, tot 1120. Het bevat een getrouw verslag van de regeringsperioden van Willem II van Engeland en Hendrik I van Engeland, vooral waar het gaat om de verhouding tussen de kroon en de aartsbisschoppelijke zetel van Canterbury. Voorts leverde Eadmer een aandeel in de ontwikkeling van de doctrine van de Onbevlekte Ontvangenis in zijn geschrift De Conceptione sanctae Mariae.
In 1120 werd Eadmer aangewezen als bisschop van St. Andrews, maar de Schotten weigerden het gezag van Canterbury te erkennen, en Eadmer werd niet gewijd. Korte tijd later gaf hij zijn aanspraak op het ambt op en keerde terug naar het klooster.